# 창밖에는 태양이 빛났다
《창밖에는 태양이 빛났다》는 1992년 9월 21일부터 1992년 11월 3일까지 방영된 MBC 월화 미니시리즈이며 MBC 18기 공채 탤런트로 데뷔 후 한동안 단역 생활을 거친 윤예희 (조희은 역)가 해당 작품 주연을 맡았으나 그 뒤에 이 캐릭터에서 벗어나지 못하여 줄줄이 다음 작품을 놓쳤고 한동안 단막극 위주로 출연했다.

## 줄거리
부모에게 물려받은 유산으로 풀요롭게 살던 남자가 젊은 여자를 사랑하게 되면서 인생이 반전돼 철저하게 파멸에 이르게 되는 과정을 미스터리하게 그렸다.

## 등장 인물

### 주요 인물
- 이미연 : 최유미 역
- 권인하 : 송석찬 역
- 송승환 : 한태규 역

### 그 외 인물
- 문성근 : 조윤석 역
- 윤예희 : 조희은 역
- 김현주 : 석찬의 아내 역
- 정한용 : 석찬의 아버지 역
- 서갑숙 : 석찬의 어머니 역
- 한영숙 : 희은의 어머니 역
- 정혜승 : 명애 역 - 희은의 친구
- 박병훈 : 장도현 역